# 모너핸

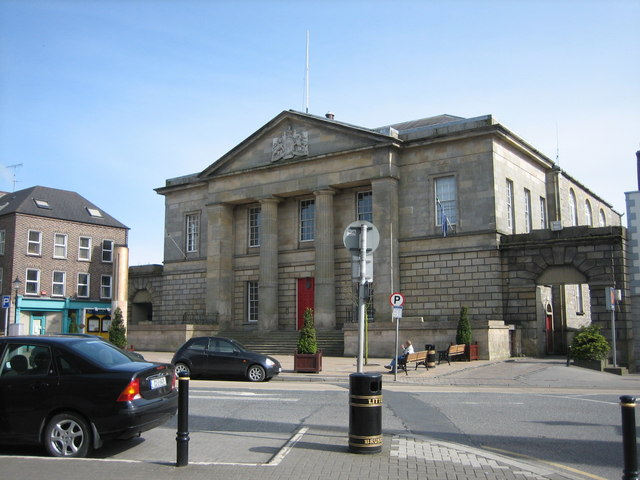

모너핸(영어: Monaghan, 아일랜드어: Muineachán)은 아일랜드 모너핸주의 주도이다.